# Poto-Poto
Ne doit pas être confondu avec Poto Poto.
Poto-Poto est le troisième arrondissement de Brazzaville.

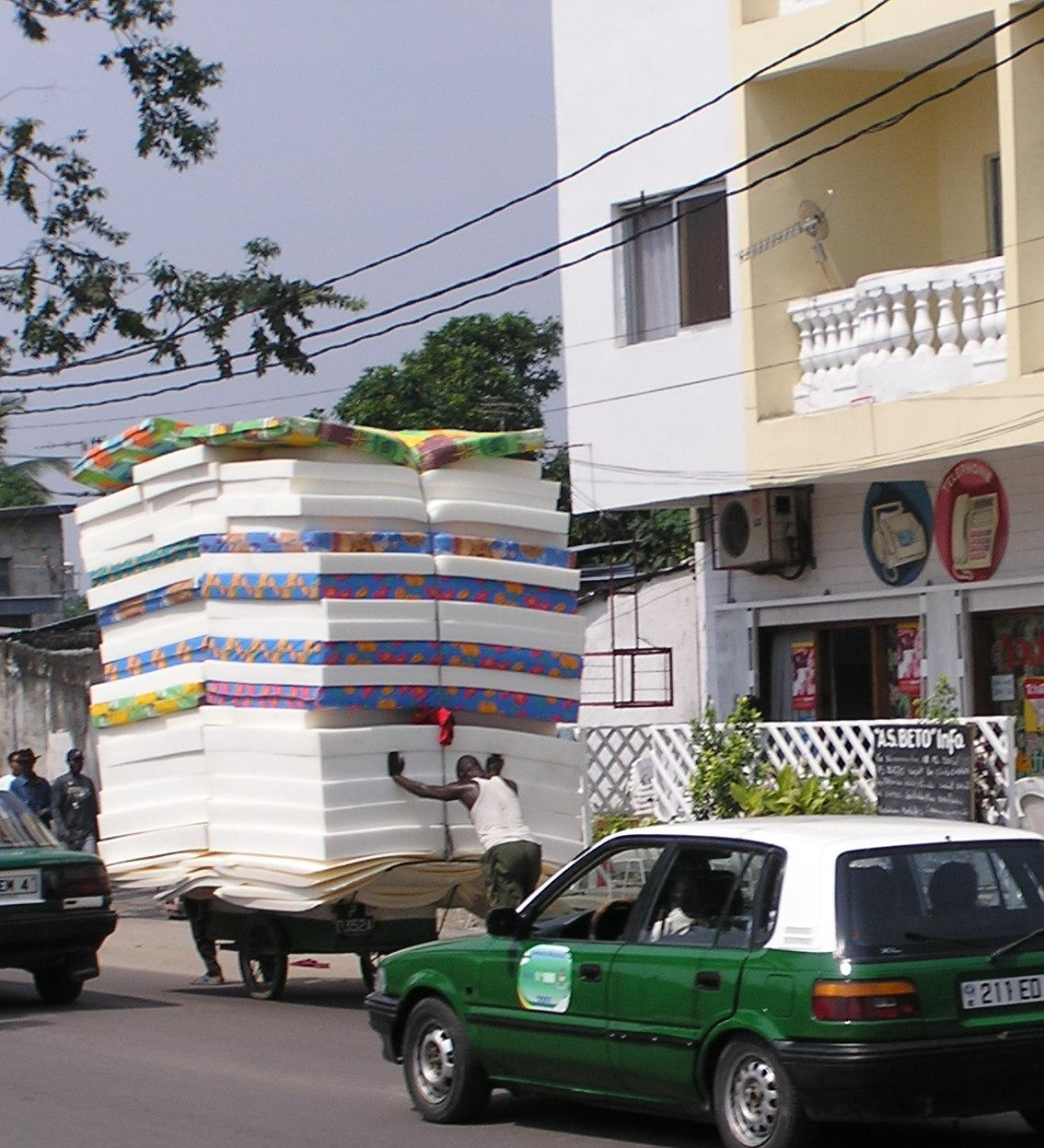
Avenue de France, à Poto-Poto

## Présentation
Poto-Poto  (étymologie : poto-poto) est l'un des plus anciens arrondissements populaires centraux de Brazzaville. Fondé vers 1900 à la place de marais peu salubres et de la localité pré-coloniale d'Okila, il est planifié en 1911 par les administrateurs Latapie et Butel, avec plan en damier caractéristique et lotissements modèles pour « Africains ». Autour de la Maison Commune (1943, Erell arch.) subsistent quelques cases de cette époque en briques à toit de tôles de quatre pans.
Avec ses extensions de Moungali, Ouenzé, Talangaï ou Moukondo, Poto-Poto est une immense zone de brassage des ethnies du Nord-Congo chassées vers Brazzaville par l'exode rural. À partir de 1942 et de l'entrée des autochtones dans la gestion des zones dites « africaines », ce quartier a bénéficié de l'œuvre de quelques politiques locaux remarquables, comme Raphaël Gambali.
Depuis 1980 et les désastres de la guerre civile de 1997, des immeubles élevés apparaissent dans la partie la plus ancienne, autour du rond-point de la France-Libre inauguré par Jacques Chirac en 1996. Non loin, la basilique Sainte-Anne du Congo, le monument le plus important de Brazzaville, très touchée par les combats, a été réhabilitée. Inaugurée en 1949, elle est le symbole architectural de la ville, à côté du stade Félix-Éboué dont la superbe tribune est due au même architecte, Roger Erell (1907-1986).
Dans ce quartier est fondée en 1951, par Pierre Lods, l'École des peintres de Poto-Poto, qui vit éclore de nombreux talents picturaux congolais, comme Zigoma, Gotène, Iloki ou Eugène Malonga eut dès 1952 une audience internationale et une influence notable sur celles de Dakar et de Lubumbashi. Après une période d'effondrement elle tend à renaître aujourd'hui avec de nouveaux talents.
Le Vieux Poto-Poto, autour de la rue Mfoa, a été évoqué par l'écrivain congolais Tchicaya U Tam'si dans son roman Ces fruits si doux de l’arbre à pain. À lire aussi Le soleil est parti à M’Pemba de Sylvain Bemba.
- De 2008 à nos jours c’est l’administrateur-Maire de Poto-Poto est Jacques Elion[2]

## Personnalités liées à la commune
- Aurlus Mabélé (1953-2020), chanteur congolais.
- Thérèse Dejean (1946-), avocate et magistrate centrafricaine, y a étudié.